# Henri-Gustave Delvigne
Henri-Gustave Delvigne (Amburgo, 10 aprile 1800 – Tolone, 18 ottobre 1876) è stato un militare e inventore francese, ufficiale di fanteria nella Garde Royale, si dimise dall'esercito a seguito della rivoluzione di luglio. Egli rivoluzionò la tecnologia dei fucili e diede il suo nome ad un'arma.

## Biografia
Nel 1826, Delvigne inventò un nuovo metodo che semplifica notevolmente l'uso dei fucili a canna rigata, realizzando un fucile che porta il suo nome. La culatta di questo fucile aveva un diametro più piccolo rispetto all'alesaggio ed i due segmenti erano collegati da una superficie sferica di raggio pari alla pallottola utilizzata. La polvere da sparo veniva caricata nella camera attraverso la bocca del fucile e la pallottola veniva inserita dopo di essa. Essa andava ad appoggiarsi alla superficie sferica. Al momento dello sparo veniva deformata dai gas generati dall'esplosione ed i suoi bordi andavano ad aderire alle rigature della canna. Così assumeva un movimento rotatorio che ne aumentava la precisione e la gittata.
In una evoluzione di quel primo progetto, Pontacharra introdusse un tappo di legno dietro la pallottola, limitando la deformazione del proiettile di piombo nella camera, pur consentendo l'espansione radiale per aderire alle scanalature.
La deformazione radiale della pallottola contro le scanalature permetteva una migliore rotazione della stessa, ma la deformazione della pallottola la rendeva meno aerodinamica e ne limitava la sua gittata.

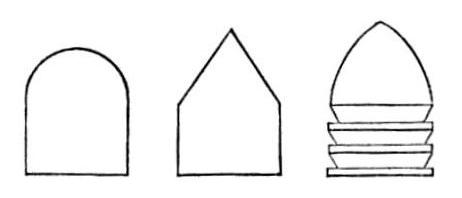
Pallottola ad ogiva cilindro-sferica (a sinistra) e cilindrico-conica (al centro) sviluppata da Delvigne. Quella di destra prevede la modifica proposta da François Tamisier per migliorare la stabilità

Dal 1830, Delvigne iniziò a sviluppare proiettili cilindro-conici. La stabilità della pallottola sarà poi migliorata grazie all'introduzione dei solchi da parte di François Tamisier. Tuttavia, l'aggiunta di questi solchi, sulla pallottola ostacolavano la sua espansione contro la rigatura della canna.
L'invenzione di Delvigne venne migliorata dall'ufficiale francese Louis-Étienne de Thouvenin. Egli aggiunge una barra al centro della culatta; essa terminava con l'impronta femmina della pallottola. Così, quando veniva colpita dalla barra in acciaio, la pallottola tendeva a deformarsi radialmente contro i solchi del fucile e veniva modellata sulla barra che le dava una forma meno distorta e più aerodinamica.
Queste invenzioni rappresentarono significativi passi avanti nel miglioramento del fucile, e furono precorritrici della pallottola Minié al cui sviluppo contribuì anche Delvigne.

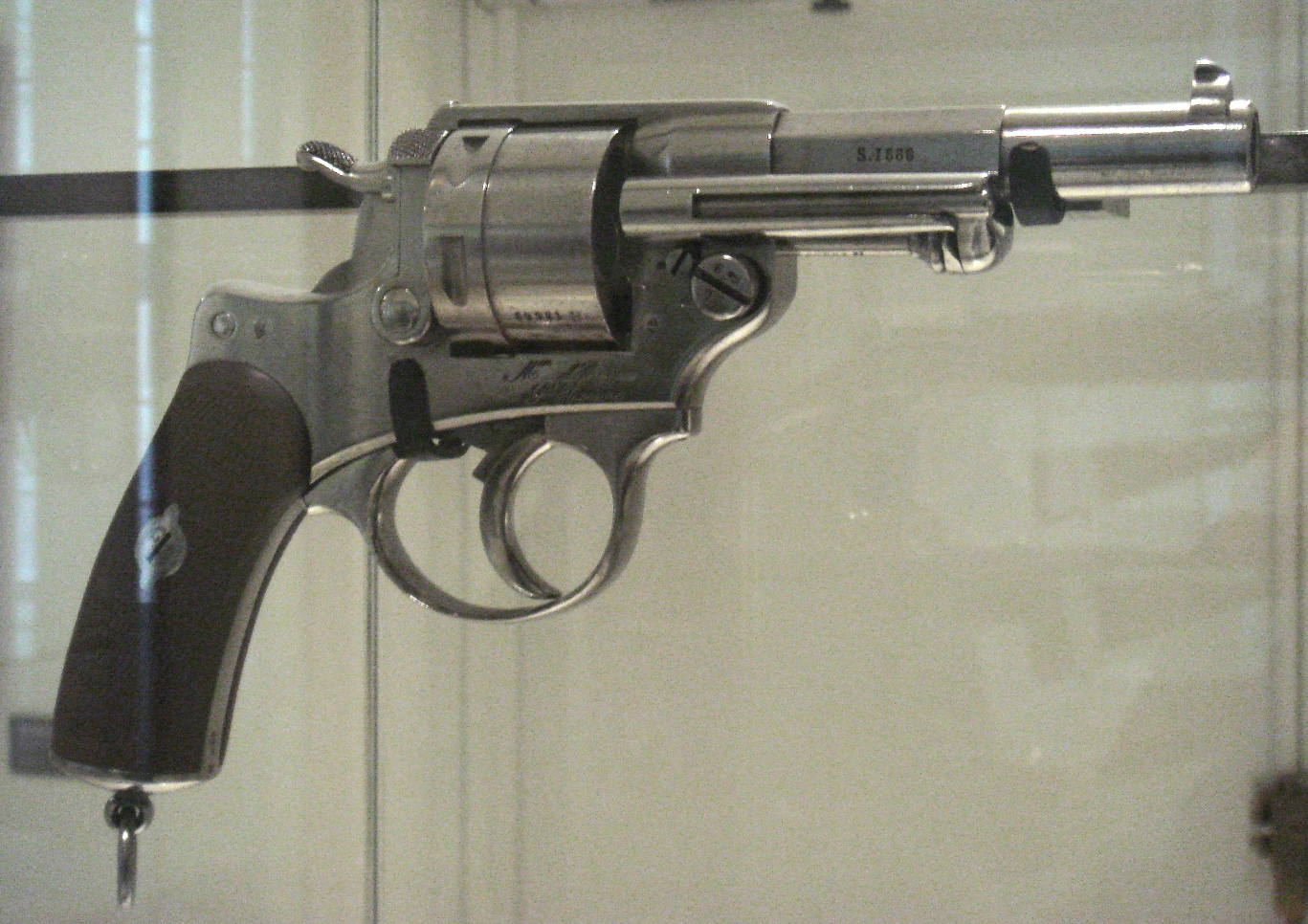
Revolver Mas 1873-1874 11 mm, calibro 11 mm.

Il Revolver Mas 1873-1874 11 mm. È stata una pistola che Delvigne sviluppò con l'armiere belga J. Chamelot e che venne adottata dall'esercito francese nel 1873.
Egli venne insignito dell'onorificenza della Légion d'Honneur nel 1830 e quindi ufficiale dello stesso ordine nel 1866.